# Zypper
Zypper — консольный менеджер пакетов, основанный на библиотеке libzypp, используется в дистрибутиве GNU/Linux openSUSE. Zypper умеет управлять используемыми репозиториями, искать нужные пакеты, устанавливать или удалять их, а также поддерживает некоторые дополнительные функции. Он может быть использован как отдельное приложение или внутри программных сценариев.

## Поддерживаемые репозитории
Zypper умеет работать с типами репозиториев, которые поддерживаются Libzypp. В настоящий момент это:
- YaST2 репозитории
- XML RPM Metadata репозитории (известные как YUM или rpm-md)
- Простые каталоги содержащие один или более RPM пакетов (Plaindir)

При этом zypper не использует базу данных zmd (ZENworks Management Daemon).

## Пакеты
Zypper содержится в openSUSE начиная с версии 10.2 Beta1.

### Поддерживаемые типы пакетов
Zypper работает с различными типами пакетов. В настоящий момент он поддерживает следующие типы:
- package — это обычно используемый тип, который представляет собой обычный RPM пакет
- patch — обновление к пакету, которое может содержать в себе как обычный RPM пакет, так и патч к пакету, специальный скрипт или дополнительные сообщения
- pattern — группа пакетов (или виртуальный пакет, который включает в себя группу пакетов, к примеру KDE Base)
- language — группа пакетов с поддержкой определенного языка
- product — группа пакетов, которые необходимы для установки определенного продукта

## Решение проблем
—verbose это глобальная опция, которая может быть использована несколько раз для получения подробной информации о выполняемых zypper`ом действиях (в настоящее время поддерживаются два уровня). К примеру, используйте zypper -vv up.

### Логи
При получении bugs (ошибки), пожалуйста используйте libzypp и прикладывайте к отчёту (багрепорту) лог и вывод zypper`а в консоль. Если вы можете легко воспроизвести баг, нет необходимости прикладывать логи от предыдущих запусков zypper`а. Когда воспроизводите баг, вставьте перед командой zypper`а которую вы выполняете следующую строку ZYPP_LOGFILE=имя_файла_для_лога, затем приложите полученный файл к багрпорту:
$ ZYPP_LOGFILE=zypper.log zypper -vv install MozillaFirefox
Начиная с версии 0.8.0, zypper хранит свои логи в /var/log/zypper.log.

### Использование тестового режима
Начиная с версии 0.8.7, zypper умеет генерировать отчёт «тестового режима», который может помочь в отладке проблем, связанных с зависимостями пакетов и системой урегулирования зависимостей libzypp. Чтобы сгенерировать отчёт «тестового режима» используйте команду—debug-solver совместно с командами install, remove и update:
$ zypper install—debug-solver MozillaFirefox
Файлы генерируемые при использовании «тестового режима» сохраняются в /var/log/zypper.solverTestCase. Вы можете упаковать и сжать их и, в дальнейшем, приложить к вашему багрепорту.